# Torre del Mar
Torre del Mar es una localidad de la costa malagueña, situada en el término municipal de Vélez-Málaga, ubicado en la comarca de la Axarquía, en la provincia de Málaga, en la comunidad autónoma de Andalucía, España. En 2021 tenía 22 819 habitantes censados. Según el padrón continuo de población del INE, su población ascendía a 23 481 habitantes, a fecha de 1 de enero de 2023.
Limita con los núcleos de Almayate, y Caleta de Vélez. Limitado por los cauces del Río Vélez y Río Seco. 
Está situada a 33 kilómetros al este de la capital provincial, en el eje que forman las carreteras A-356, A-7 y N-340A.
El sector turístico constituye el principal sector productivo del término municipal de Vélez-Málaga, seguido por la agricultura, que destaca por la producción de cultivos subtropicales como el mango, y sobre todo del aguacate. Además, en el Puerto de la Caleta amarra la flota pesquera más grande de la Costa del Sol.

## Toponimia
El nombre de Torre del Mar proviene de una torre vigía construida con carácter defensivo en el siglo X o XI, durante la ocupación musulmana, la torre de la Mar de Vélez, castillo y aduana de la ciudad de Vélez-Málaga.

## Geografía

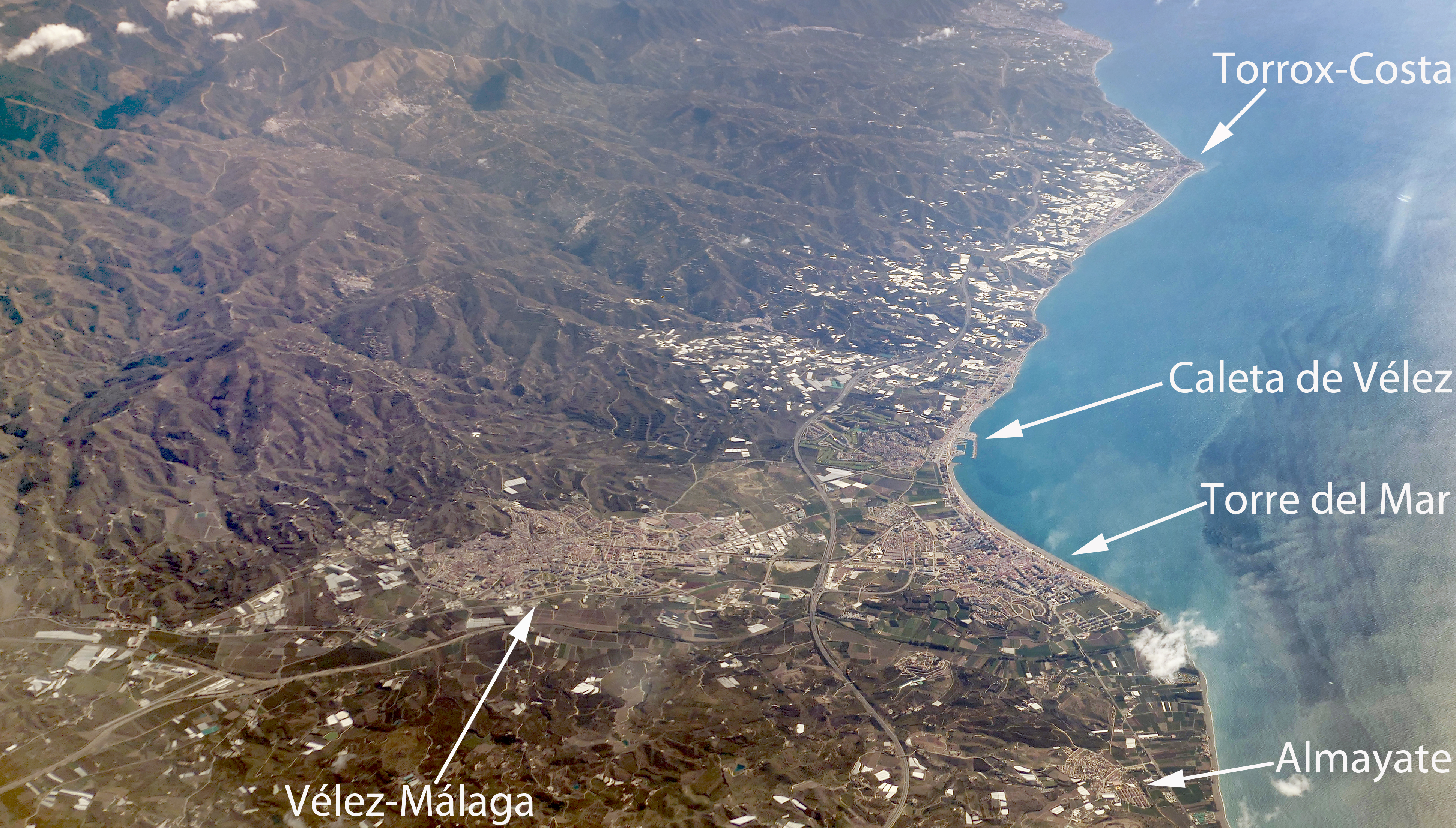
Vista aérea.

Situado a lo largo de toda la costa y limitado por el Río Vélez, Torre del Mar, se remonta a le época fenicia. Su entorno ideal, mar, y montaña, hacen que disponga de una situación y un clima únicos. Desarrollamos la geografía de Torre del Mar en este apartado.
Torre del Mar, se encuentra al sudeste de Málaga, a orillas del mar Mediterráneo, entre la ciudad de Vélez-Málaga, al norte, Caleta, al este y Almayate, al oeste. Su altitud máxima sobre el nivel del mar es de 15 m.
Es un pueblo de paisaje costero, con un gran paseo marítimo que separa la playa de la zona de ocio.
La N-340 divide Torre del Mar en dos partes, y pasa por todo el centro del pueblo, por lo que tiene una gran facilidad de acceso desde cualquier dirección.

## Economía
Sus actividades principales, además del turismo, son la pesca y la agricultura. Para la pesca, guardan sus embarcaciones y seleccionan su producto en el puerto de Caleta. La agricultura cada vez tiene más importancia, ya que desde hace años muchos de sus habitantes poseen terrenos, los cuales, debido a la crisis financiera, han ido explotándose cada vez más, al no poder optar a un puesto de trabajo y tener que volver al campo a ganarse la vida, como antaño.

## Historia
Los orígenes del núcleo de Torre del Mar se remontan a las épocas fenicia y griega, y durante el período romano la localidad, denominada Maenoba, adquirió cierta notoriedad por su importancia comercial. Posteriormente aparecen referencias escritas en el siglo XI, en las memorias de Abd Allah, último rey Zirí de Granada, con el nombre árabe "Mariyyat Ballis" - مَرِيَّة بَلِّش.
Durante el siglo XV,  Torre del Mar  estaba dedicada a la defensa de la zona de invasiones extranjeras y de ataques pirata. 
Frente a estas costas, el 24 de agosto de 1704 tuvo lugar un enfrentamiento naval entre la armada inglesa, que hacía pocos días que conquistaba Gibraltar, contra la armada francesa, en la Batalla Naval de Vélez-Málaga. En este combate perdió una pierna Blas de Lezo cuando era grumete en una fragata española.
Ya en el Siglo XIX, Torre del Mar va tomando su forma actual, estaba compuesta por cuatro barrios, el Barrio de la Parroquia, el de la Viña, el de las Casas Nuevas y por último el Barrio del Castillo.
A finales del siglo XIX y principios del siglo XX Torre del Mar ya cuenta con ferrocarril y carreteras, lo que facilita el desarrollo de esta localidad, una localidad que ya desde principios del siglo XX tenía el turismo como objetivo, ya en los primeros años del siglo XX construye diversos balnearios, de cara a atraer turismo, aunque no es hasta los años 60, cuando el turismo empieza a cambiar la fisionomía de este lugar, que crece de manera importante, con grandes avenidas, grandes edificios, un paseo marítimo y una infraestructura importante para asumir el turismo actual.
Su puerto, hoy ya desaparecido, constituyó en su tiempo un lugar ideal para el refugio de las embarcaciones que arribaban al litoral.
Torre del Mar, durante la Edad Media, tuvo la doble misión de vigilar la costa de posibles asaltos por parte de los piratas y servir de aduana, de ahí que esté íntimamente ligada a su castillo, del que aún se conservan algunos restos del baluarte central trapezoidal y el torreón oriental en bastante mal estado y transformados en viviendas, en la zona conocida como Dentro de la Torre —calles Angosta, Ancha y Remo— y en la plaza de la Axarquía, donde hasta finales de los años 70 se ubicó el mercado municipal de abastos.

Dentro del sistema de alerta y defensa costero contra la piratería berberisca, la distancia visual en línea recta del Castillo (Torre de la Mar de Vélez) por el este a las Torre Ladeada y Torre Derecha (Algarrobo) era de 3,8 km y a la Torre Manganeta en la desembocadura del Río Vélez por el oeste, de 2 km.

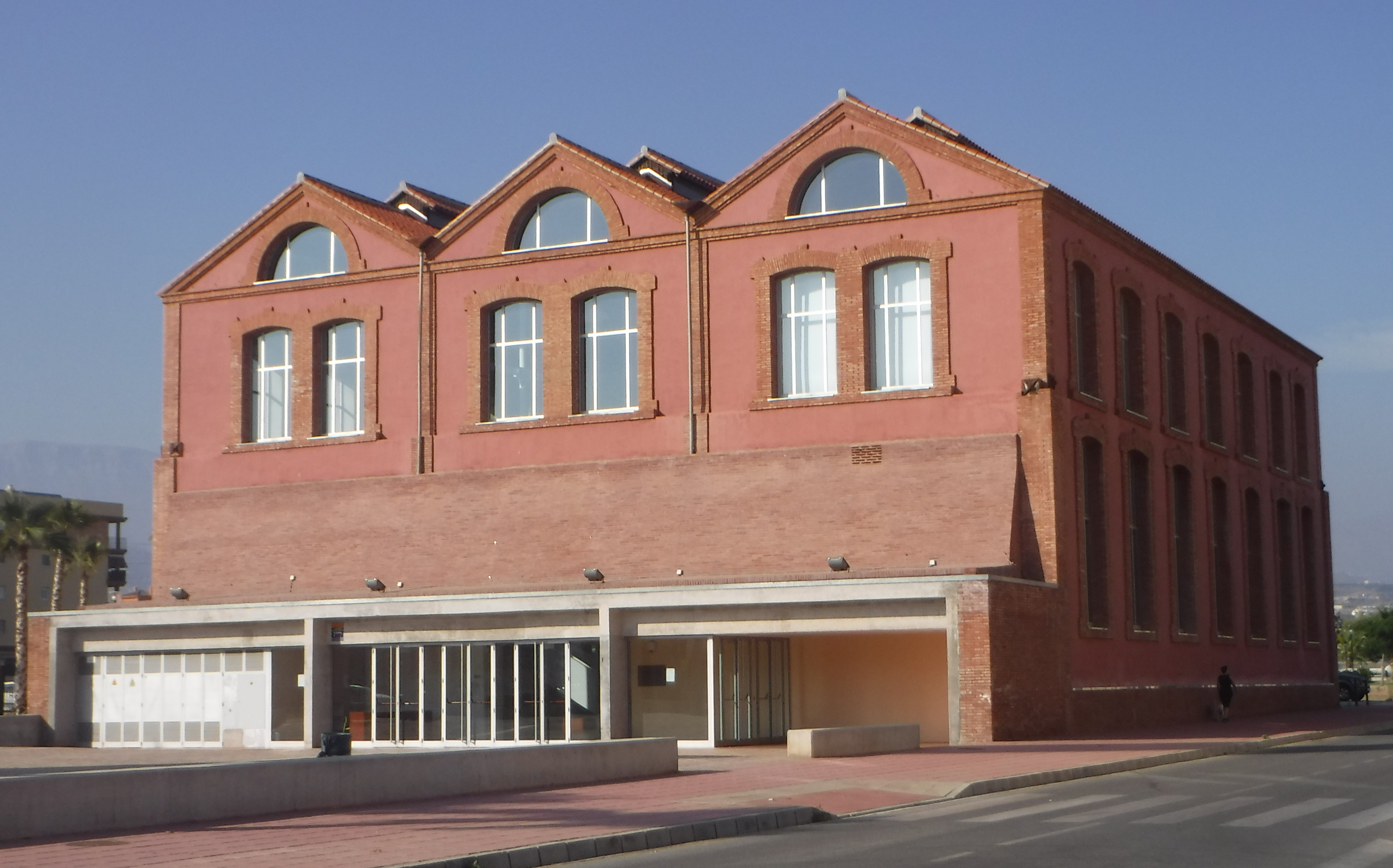
Fábrica de Azúcar Nuestra Sra. del Carmen

Torre del Mar disfrutó de ayuntamiento propio durante un corto período del siglo XIX, entre 1842 y 1848, pero las dificultades económicas condujeron de nuevo a la dependencia administrativa de Vélez-Málaga, que se mantiene hasta la actualidad. A mediados del siglo XIX, en 1852 la industria azucarera que inició Ramón de la Sagra pasa a manos de la familia Larios, perteneciente a la burguesía malagueña. La fábrica obtenía azúcar a partir de los cultivos de caña de azúcar, llegando a emplear a 160 trabajadores.

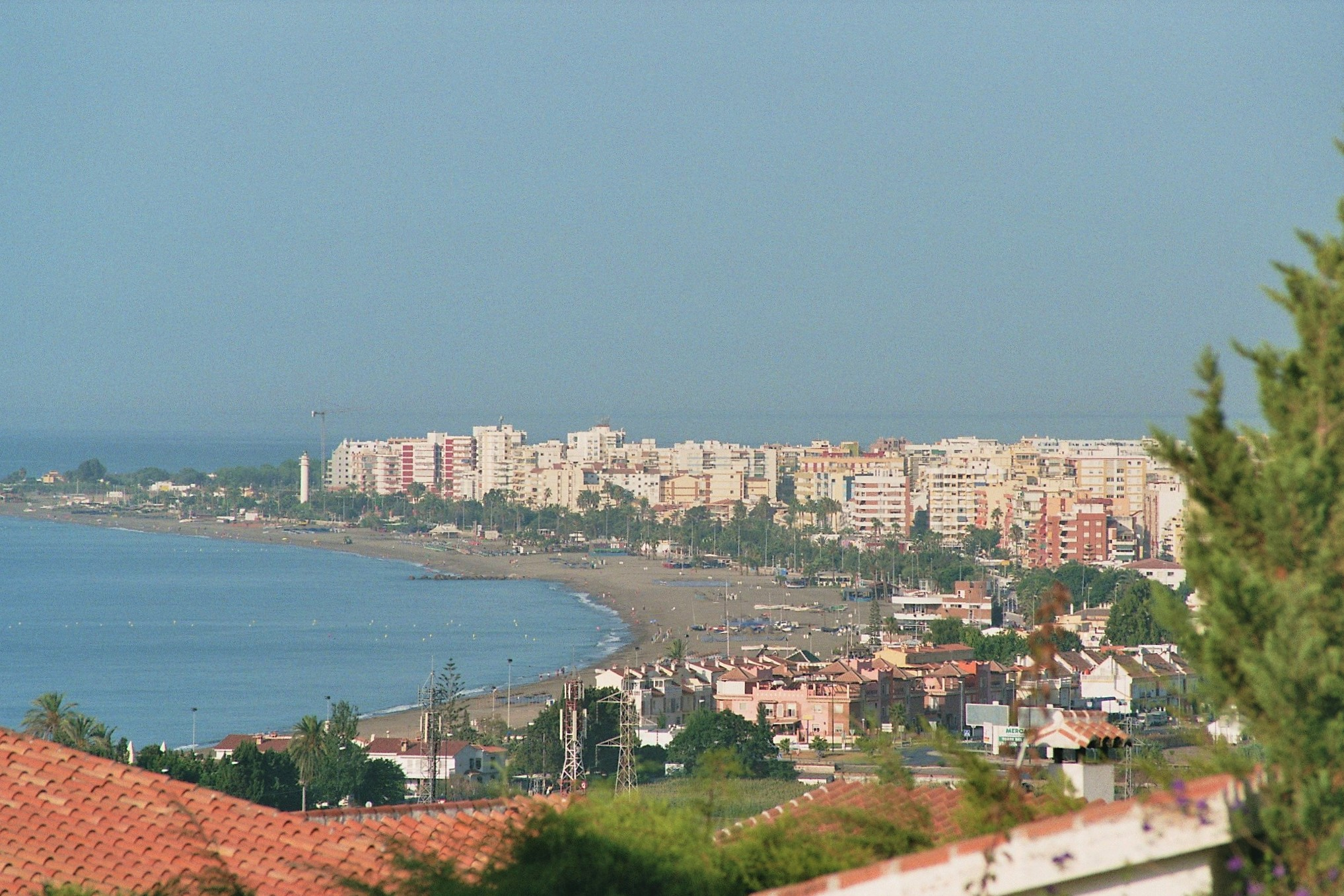
Vista del litoral de Torre del Mar

Ciudad balneario desde principios del siglo XX para intentar atraer el turismo, fue en los años 1960 cuando la zona experimentó un auge urbanístico importante.

## Patrimonio
En Torre del Mar se destaca la presencia del Museo del Azúcar, inaugurado en 2014, y que hace homenaje a una célebre factoría propiedad de la familia Larios, que en su día fuera el motor económico del pueblo, y el Faro de Torre del Mar, que en realidad son tres, ya que debido al retroceso de la línea de la costa el más antiguo ha quedado encajonado entre los edificios de apartamentos y otro posterior dejó su función al más moderno, de la década de los 70. A destacar la ermita situada junto a La Noria y la llamada Torre de Manganeta, junto al río. Es de origen árabe y se utilizaba para labores de vigilancia de la costa. Otros edificios notables, como el antiguo saladero, el balneario de playa y gran parte del castillo ya mencionado, entre otros, sucumbieron a las sucesivas políticas urbanísticas municipales, empeñadas en la construcción de segundas residencias turísticas sin mostrar interés en el patrimonio histórico-arquitectónico propio del pueblo.
Cabe destacar dos villas de finales del siglo XIX y principios del XX en la localidad que sobrevivieron a la construcción masiva. La más conocida es Villa Mercedes, ubicándose en el Paseo Larios, y que actualmente es de propiedad privada. La otra es la conocida como "Casa de Las Palmeras", nombre que tomaba de las dos palmeras desaparecidas de su jardín delantero a causa del escarabajo rojo. La villa era de propiedad privada, fue utilizada como bar y estaba en mal estado. Finalmente, fue adquirida por el ayuntamiento de Vélez-Málaga con el fin de utilizarla como oficina de turismo. Tras la restauración, la villa ofrece un buen aspecto, aunque le falta una palmera, y la otra que hay es diferente de la que había. En los despachos del piso superior, se pueden observar unos bellos suelos de mosaico hidráulico originales, y unas interesantes pinturas en el techo que han sido restauradas. Otras villas como Villa Luisa o Villa Carmen, sucumbieron en la década de 1960 al afán constructor.

### Bienes de Interés Cultural

#### Castillo de Torre del Mar
Se corresponde con el Castillo-fortín que da origen al núcleo del actual Torre del Mar. Este baluarte costero, en un principio presentaba unas pequeñas dimensiones y su función era la vigilancia de la costa y resguardar las embarcaciones que arribaban en su puerto natural. Tras el paso del tiempo la fortificación se quedó más alejada del mar debido al avance de la tierra. En 1730 se hace una importante obra de reforma que le da el aspecto que hoy día conocemos al Castillo de Torre del Mar, añadiéndosele un segundo frente compuesto de dos pequeñas cortinas unidas a una batería que ocupaba el centro, y, a los extremos, dos torreones que a su vez, ya existiesen en el antiguo recinto.  
Contaba con el edificio militar y los almacenes, su segunda gran función, para los productos agrícolas de toda la comarca (pasas, vinos, cítricos, etc.) que serían exportados. El Castillo de Torre del Mar es un icono emblemático, ya que forma parte de su origen histórico actual. 

### Patrimonio delsigloXIXrelacionado con la industria azucarera de Torre del Mar

#### Fábrica de Azúcar de Torre del Mar (La Azucarera)
Fue hacia 1796,  cuando José García Navarrete comenzó la producción del azúcar en Torre del Mar, pero no sería hasta 1846, ya de la mano de Ramón de la Sagra, cuando se erige la nueva fábrica, siguiendo el modelo industrial cubano mediante la máquina de vapor. Posteriormente, y debido al fiasco económico, pasaría a manos de la familia Larios, tomando la denominación de “Fábrica Nuestra Señora del Carmen”, encargándose de la explotación comercial hasta el año 1991, momento en el que tendrá lugar la última campaña azucarera. Fue un elemento fundamental para el desarrollo socioeconómico de nuestro pueblo durante generaciones. El edificio acabó convirtiéndose en todo un icono indiscutible y emblemático del patrimonio industrial de la costa malagueña.
En el año 1993 se rehabilitó el edificio central de la fábrica para su conservación, que es la que se puede visitar en la actualidad, teniendo un uso eminentemente cultural. Cerca del mismo, se encuentran también las dos chimeneas originales que formaban parte del conjunto. Asimismo, dentro del edificio, se conservan restauradas una tacha y una réplica de una máquina de vapor utilizada en el proceso de obtención del azúcar.

#### Estación de ferrocarril de Torre del Mar

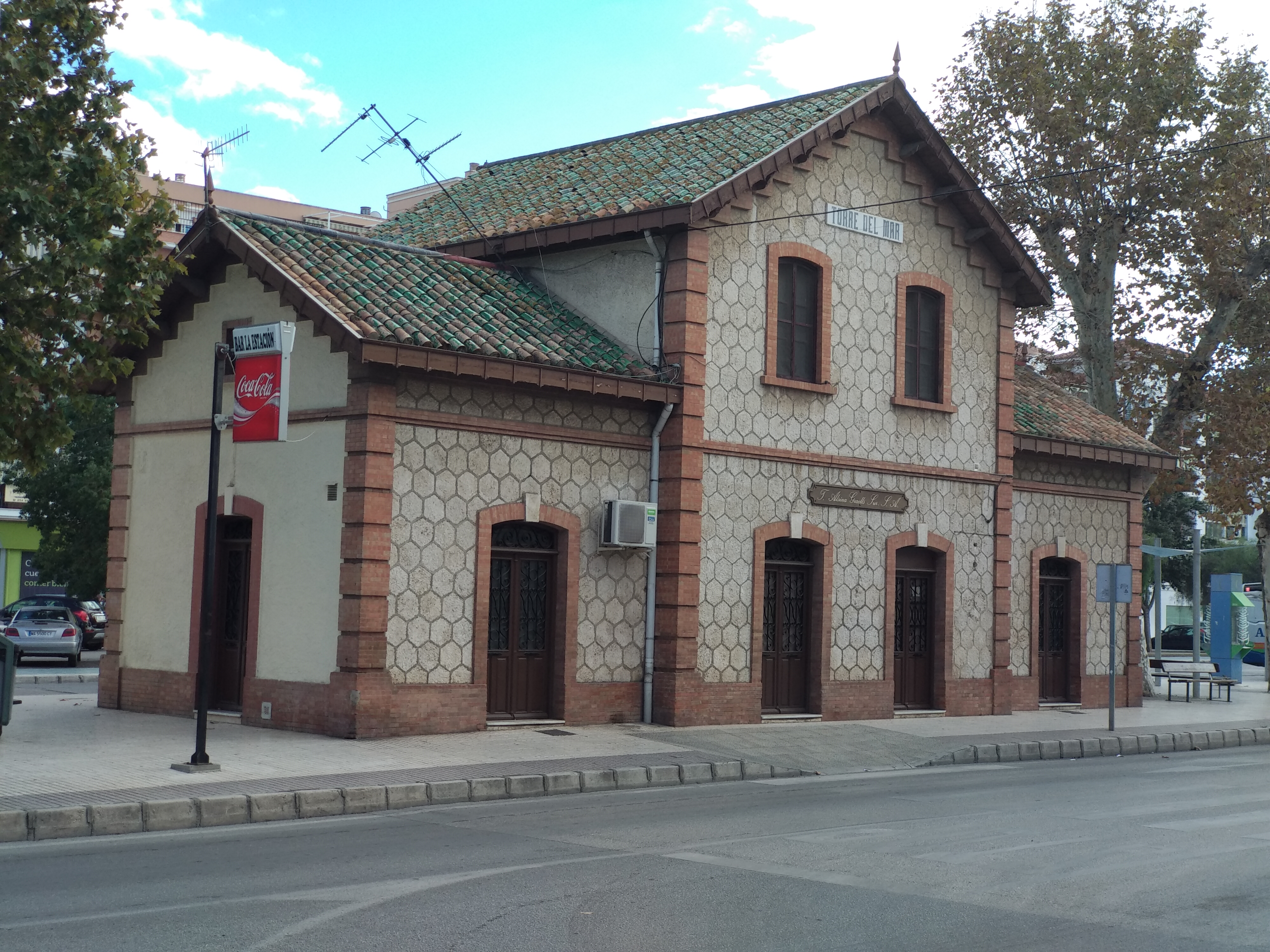
Estación de ferrocarril de Torre del Mar

La estación de 1904 consta de un cuerpo central rectangular, con una sola nave y dos plantas, y dos cuerpos laterales que se adosan transversalmente a este último, que sin embargo ofrece un volumen compacto. El uso decorativo es una interesante muestra del eclecticismo, con el empleo del ladrillo (para los resaltes de puertas, vanos y las esquinas/cadenas) que entronca con el estilo neomudéjar, además de sus aleros volados y tejados a dos aguas con tejas vidriadas en verde. El cuerpo bajo central consta de dos puertas de accesos en cada lado de la planta baja, con vanos elevados en línea a cada puerta. Los cuerpos transversales, de una sola planta, también desarrollan ingresos similares. El edificio original servía como Estación de la línea ferroviaria del Suburbano Málaga/Vélez-Málaga. 

#### Casa Larios de Torre del Mar

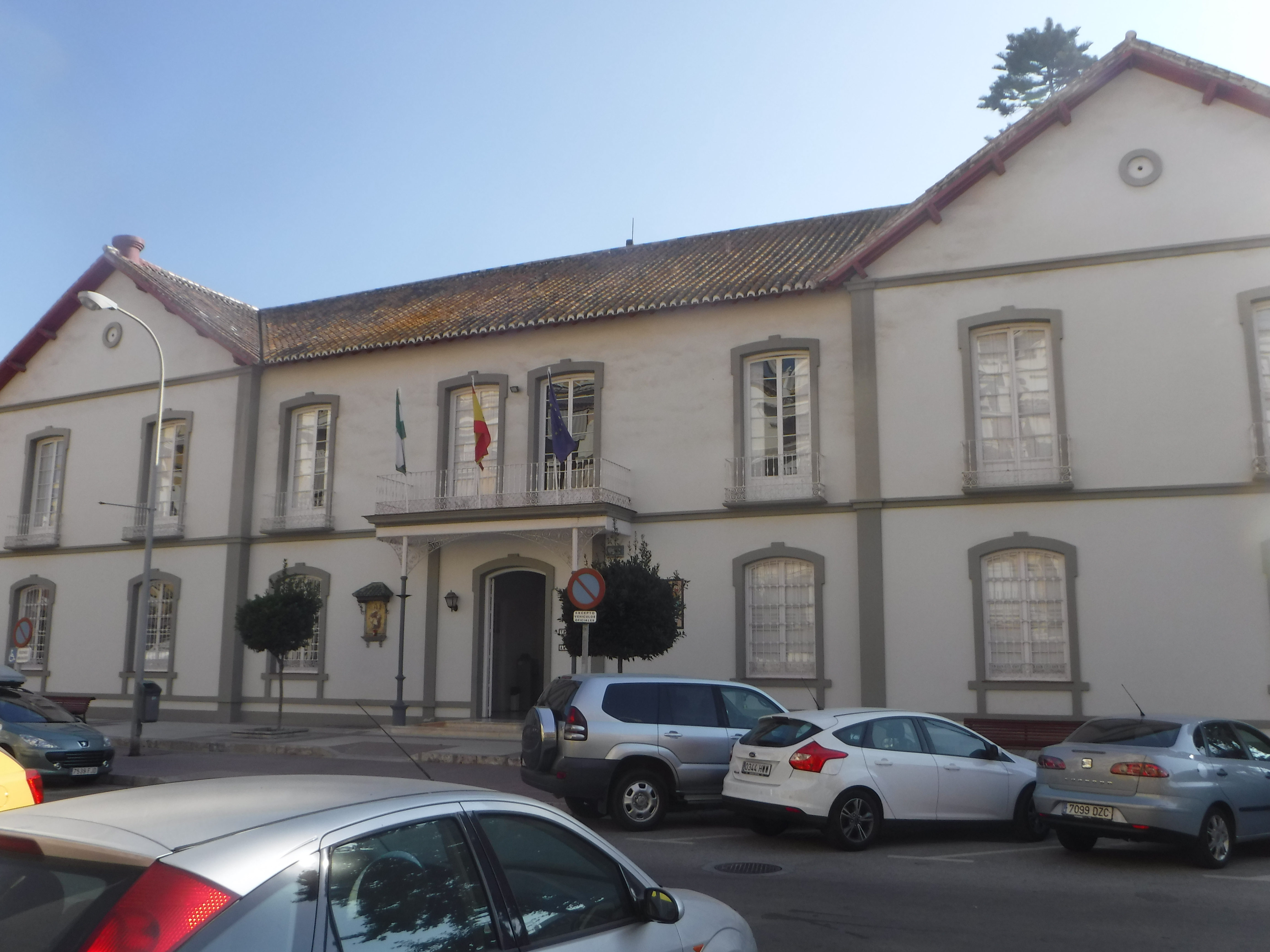
Casa Larios

La Casa Larios data de 1888 y forma parte también del complejo del Ingenio Azucarero. Su función era albergar en ella las oficinas del personal y la casa del ingeniero de la fábrica. En los años 70 y 80, el edificio fue usado por la Cooperativa de la Azucarera. Este edificio sencillo y funcional de estilo regionalista con connotaciones mudéjares, es característico de finales del siglo XIX y muy similar al edificio de la fábrica. Posee dos plantas con dos pabellones unidos por una nave transversal. En estos se pueden apreciar vuelos con zapatas en madera (neomudéjar) y tejas vidriadas. Destaca su gran elevación en altura y vanos de grandes dimensiones que se enmarcaban en ladrillo visto al igual que las esquinas del edificio las cuales aparecen hoy día tapadas sin que se dejen de ver al exterior. Cuenta con un pequeño porche para la entrada sujetado por dos columnas de hierro y adornado, al lado tiene un conjunto de azulejos sevillanos del siglo XIX, que forman la imagen de una Inmaculada Concepción a modo de pequeño altar que procede de una de las villas desaparecidas del Paseo Larios.

#### Villa Mercedes
Situada en el Paseo Larios, esta es la única casa regionalista de finales del siglo XIX y principios del siglo XX que queda en su entorno, ya que este paseo contaba con numerosas casas de este tipo que estaban rodeadas en su perímetro por muros. Este edificio de dos plantas y ático de estilo regionalista y neomudéjar se compone de distintos volúmenes donde destaca su torre a la izquierda de este, relacionada con los torreones del siglo XVI. En la parte frontal cuenta con un porche que es sostenido por dos columnas toscanas con cimacios esculpidos, se destaca el friso realizado en estuco que recorre la portada que contiene relieves con motivos vegetales. La fachada se articula mediante un balcón principal y ventanales, donde aparece el hierro forjado para las rejerías. El torreón se eleva en altura tres pisos, teniendo en su último cuerpo un vano geminado. Los tejados se rematan con vigas o canes. Es un excelente ejemplo de vivienda de segunda residencia de un gran propietario de la época de desarrollo industrial de finales del siglo XIX y principios del XX. 

#### Hogar Virgen de la Victoria
Este Hogar fue levantado por la Familia Larios sobre 1907 posiblemente. En un principio este inmueble se llamó “Edificio del Ave María” y se dedicaba a la beneficencia, y más tarde en 1936, fue cedido para escuelas recibiendo el nombre de “Hogar Virgen de la Victoria”. Su edificación recuerda a las tipologías de hospitales de finales del siglo XIX y principios del XX. Posee un cuerpo principal rectangular, donde se encuentra la puerta de acceso con escalinata, que alcanza la planta principal. Se compone de dos pisos y un semisótano que eleva el inmueble. Detrás del cuerpo principal sobresalen en planta seis pabellones paralelos, unidos entre sí y al cuerpo mediante un pasillo, quedando el centro libre desarrollándose un patio con vegetación, donde al final de este se sitúa una pequeña capilla. Todo el conjunto posee unos ventanales de grandes dimensiones que proporcionan la iluminación a las estancias. El edificio forma parte de la historia contemporánea de Torre del Mar, y por ello de la memoria colectiva de sus vecinos. 
La Casa de Recreo (Oficina de Turismo)
Se trata de una casa solariega que data del siglo XIX y que fue todo un referente en la trama urbana de Torre del Mar.  En la actualidad se encuentra rehabilitada, siendo un inmueble situado entre medianeras con planta en forma de 'T', que está precedido por un espacio ajardinado. La edificación, que consta de dos plantas, ha conservado una primera crujía que se encontraba en buen estado y que estaba presente originalmente antes de su rehabilitación. Desde la planta superior se tienen unas vistas privilegiadas, ya que se divisa directamente el Paseo marítimo y el mar. El edificio nos recuerda claramente a una tipología arquitectónica de vivienda muy vinculada a los lugares de ocio de la burguesía de la época, en la que disfrutaban de estancias durante los fines de semana y el verano como lugar de esparcimiento.
En la planta inferior, en la actualidad, podemos encontrar la sala de exposiciones y la oficina de atención al público. Dejando la planta superior para las dependencias de la delegación de turismo.  En la zona central del edificio, por su parte, se proyectó un patio cubierto acristalado en torno al cual se distribuyen las distintas dependencias. Teniendo como protagonistas unos grandes ventanales realizados en madera. 

### Otros lugares de interés

#### Club Náutico
El edificio del club náutico de Torre del Mar fue diseñado por Francisco Estrada Romero, influido por el organicismo de Frank Lloyd Wright. Es de pequeña escala, con dos plantas y dos zonas diferenciadas: una social y otra destinada a embarcaciones. La planta se ordena en torno a tres círculos de distintos tamaños y varios rectángulos. Entre los elementos destaca la torreta de cristal en forma de cono invertido, cuya función era el control de las competiciones y faro de auxilio. El edificio es un ejemplo del denominado arte del Movimiento Moderno de la segunda mitad del siglo XX, y manifestación de usos propios de una población marítima como es Torre del Mar.

#### Cortijada Casa de la Viña
Este un cortijo centenario se levanta  a los pies del Monte de la Viña, en la zona primigenia del núcleo urbano de Torre del Mar, e inmediato a la milenaria acequia de la casa fuerte. Los habitantes fueron abandonado este lugar para trasladarse a las inmediaciones del antiguo castillo, que quedó desafectado de servicio a mediados del siglo XIX. El edificio se articula en torno a un patio central, cuadrangular, que comunica con las habitaciones de las viviendas y almacenes, estos últimos se encuentran en el lado Este y Sur . En la fachada Norte se desarrolla un pabellón de tres alturas con tejado a cuatro aguas.  Al oeste se encuentra la fachada principal, de forma alargada y dispuesta a dos alturas, con vanos uniformes y ventanas con rejería. 

#### Portada de la ermita de Las Angustias
Los restos que nos han llegado de esta ermita es la portada, que fue erigida por Pedro González, fundador de la hermandad, a principios de la segunda mitad del siglo XVIII y que desapareció a finales del siglo XIX, ocupándose este espacio por viviendas posteriormente. La portada clásica del Barroco se compone de sillares de piedra del Cerro del Peñón. Su estructura está enmarcada por dos pilastras compuestas de basa, fuste y capitel. Se le añadió en el momento de su restauración un dintel de ladrillo visto y una pequeña hornacina. La ermita ocupaba todo el lateral de viviendas que hoy existe y se entraba a ella por el lateral. La portada es un elemento histórico-artístico, y testimonio de la antigua ermita existente en este lugar. 

#### Faro Viejo del Paseo Marítimo

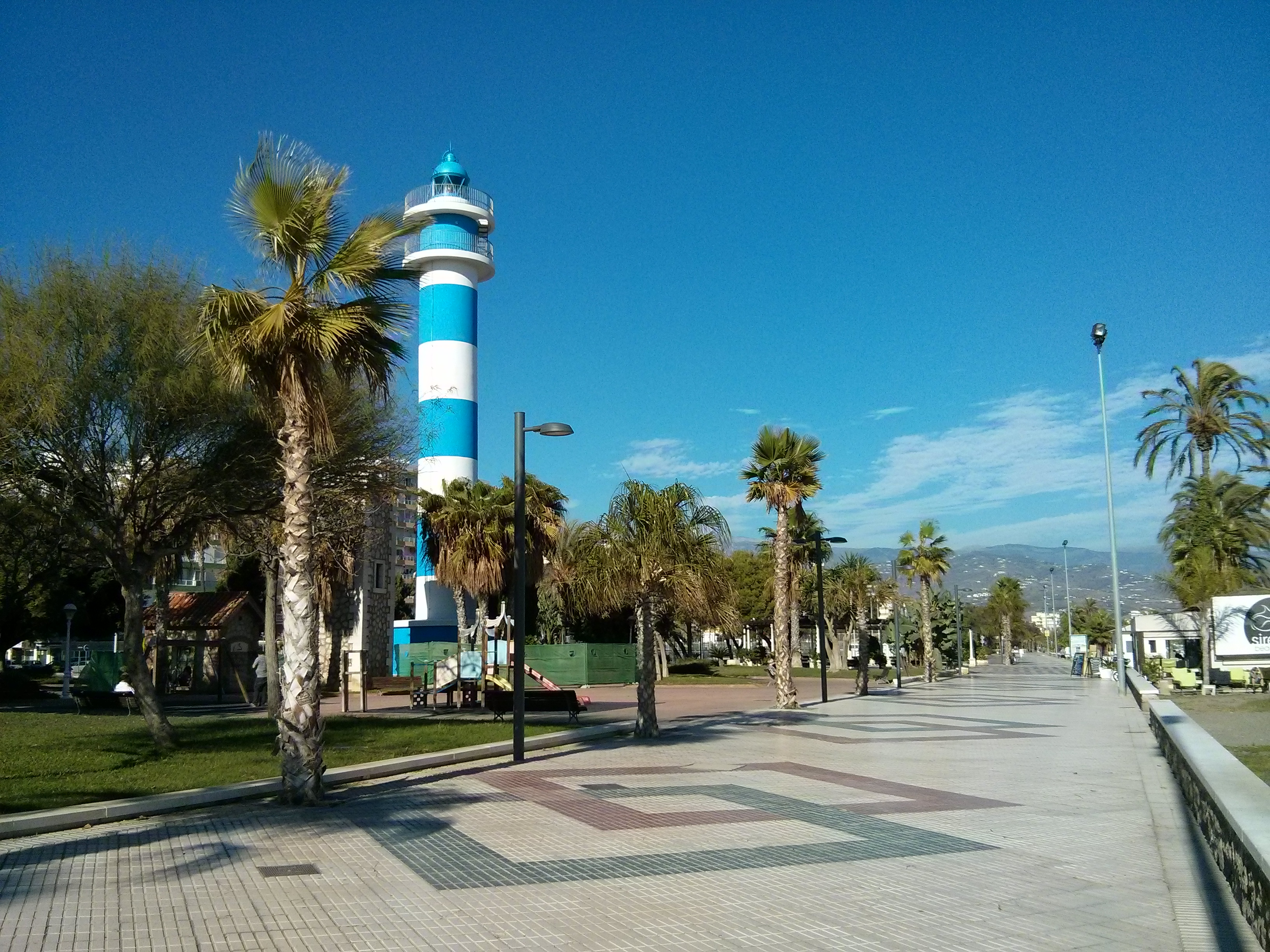
Faro de Torre del Mar.

Faro realizado sobre la década de los cincuenta del siglo XX debido al alejamiento que sufrió la costa. El edificio de carácter industrial consta de una base cuadrada en la que se alza con prisma rectangular con varios vanos que se abren al exterior. Al final se corona por un entablamento o moldura donde se encuentra ubicada la maquinaria catadióptrica. Los materiales con los que se hace este faro son bloques poligonales de piedra y se rematan las esquinas y las ventanas con sillares, también, de piedra. En el interior se organiza a partir de un eje con una escalera de caracol para la subida. A su lado, se encuentra un pequeño edificio que servía para albergar las máquinas que generaban la electricidad. Poseían una planta rectangular con tejado a dos aguas con una marquesina de madera y con una ventana cegada en un lateral. Se rematan las esquinas y los vanos con ladrillo visto. Es representativo de la actividad pesquera de una localidad vinculada estrechamente al mar.

#### Faro de la Avenida Toré Toré
Fue construido en 1930, como se puede observar en la veleta. Este edificio industrial consta de una base cuadrada en la que se alza con prisma rectangular con varios vanos que se abren al exterior, actualmente los inferiores aparecen tapiados. Al final se corona por un entablamento o moldura donde se encuentra ubicada la maquinaria catadióptrica. Los materiales con los que se hace este faro son bloques poligonales de piedra y se rematan las esquinas y las ventanas con sillares, también, de piedra. En el interior se organiza a partir de un eje con una escalera de caracol para la subida. A su lado, se encuentra un pequeño edificio que servía para albergar las máquinas que generaban la electricidad. Poseían una planta rectangular con tejado a dos aguas con una marquesina de madera y con una ventana cegada en un lateral. Se rematan las esquinas y los vanos con ladrillo visto. 

#### Parroquia de San Andrés

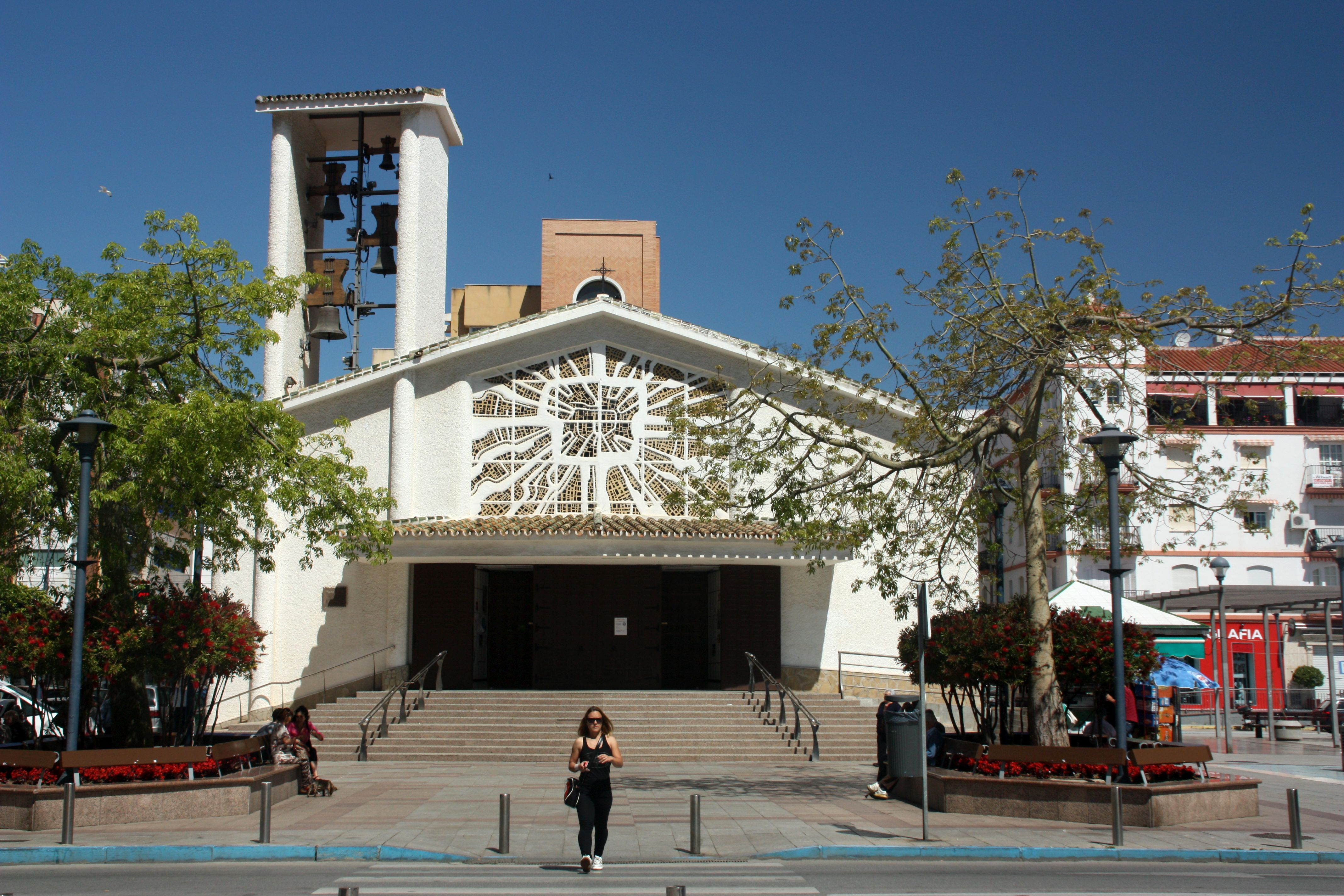
Parroquia de San Andrés Apóstol

Ante el desarrollo urbanístico y el crecimiento poblacional de Torre del Mar a final de la década de 1960, la antigua iglesia neomudéjar se había quedado pequeña. Se tomó la drástica decisión de derribarla para levantar un nuevo templo. El nuevo edificio de estilo modernista, es de planta basilical, en la línea de los precepto del Vaticano II  en lo que respecta a la disposición y decoración, predominando la simplicidad, la austeridad y la buena sensación. El interior es totalmente diáfano,  pues se eliminan pilares y columnas intermedias para conseguir, gracias a las nuevas posibilidades del hormigón, un gran espacio vacío sin impedimentos visuales hacia el único altar. Los adornos y ornamentos tradicionales, son considerados como obstáculos para la “correcta” adoración, por lo que fueron llevados al minimalismo, pues debía quedar patente la figura de Jesucristo y la Virgen María. La impresionante talla del Cristo Crucificado es obra del maestro imaginero sevillano Francisco Buiza Fernández.
Capilla de Nuestra Señora del Carmen de las Melosas y Protegidas
En plena barriada de las Melosas, en el Paseo Marítimo de Levante encontramos una pequeña capilla. Un edificio humilde consagrado al culto de la Patrona de los Marineros, la Santísima Virgen del Carmen, obra del Insigne imaginero sevillano Don Luis Álvarez Duarte, la cual se tallara en su taller de la sevillana calle Aguilar nº8 por encargo del entonces Hermano Mayor de la Hermandad del Gran Poder de Sevilla para regalarla a su hija Susana, Monja de las Esclavas del Sagrado Corazón de Jesús en Torre del Mar. Siendo una de las primeras imágenes que tallase el Maestro Sevillano y que recibe culto desde su bendición, en 1970, en esta Capilla de Marineros, foco neurálgico de la devoción Carmelitana de la Axarquía.

## Cultura

### Fiestas
Una de las principales festividades es la celebración de la Noche de San Juan. Las fiestas de Torre del Mar son muy conocidas. A lo largo de todo el año, son varias las festividades que tienen lugar en este pueblo y en toda la Axarquía, con una gran importancia a nivel nacional.

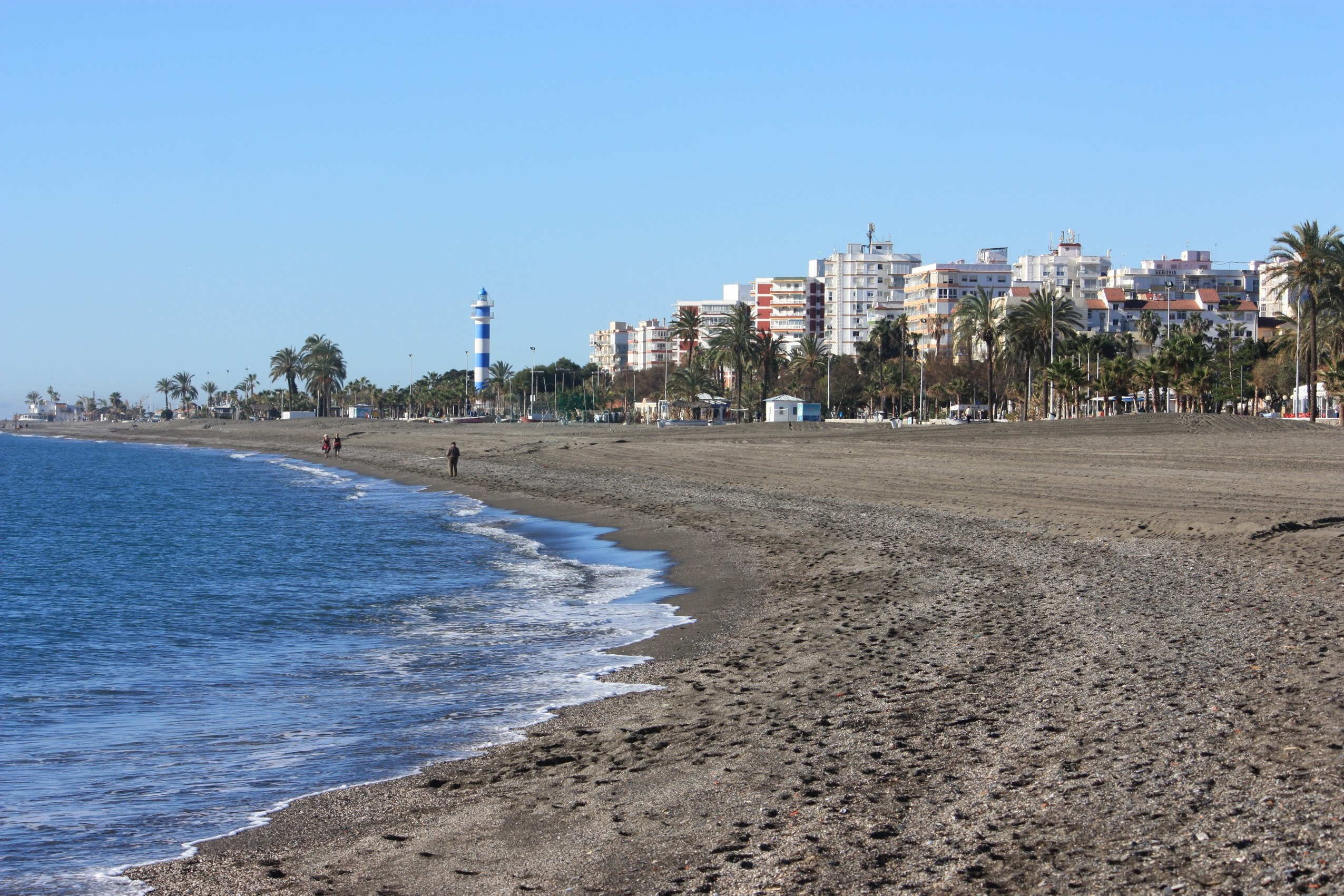
Playa de Torre del Mar.

Día 5 de enero: Fiesta de sus majestades los Reyes Magos de Oriente, que recorren parte de Torre del Mar, regalando a los más pequeños caramelos, peluches... Al finalizar la cabalgata tiene lugar la entrega de juguetes a los más desfavorecidos y a los pequeños que se encuentran en el Hospital Comarcal. Para finalizar, todos los asistentes pueden degustar del gran rosco de reyes, que se ofrece de forma gratuita.
28 de febrero: Día de Andalucía. En diferentes centros escolares de Torre del Mar se realizan actos para conmemorar este día, se lucen las banderas de Andalucía y se degustan los platos típicos andaluces.
Febrero o marzo: Carnaval. Todos los torreños y sus visitantes salen a la calle a disfrutar de este espectáculo, que tiene recompensa; ¡los disfraces más divertidos tienen premios que pueden llegar a los 500 euros.
Marzo o abril: Semana Santa de Vélez-Málaga, por la cual, sienten pasión y cada año se superan. Desde hace algunos años está disponible el Museo de Semana Santa, lugar obligado de visita para los amantes de los pasos de Semana Santa.

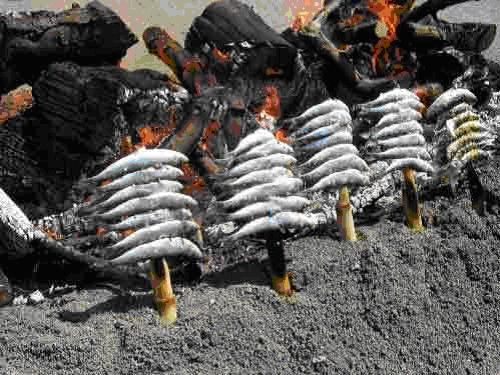
Espeto de sardinas

24 de junio: Fiesta de San Juan. Los habitantes de Torre del Mar viven esta fiesta con muchas ganas de fiesta y de pasarlo bien. Familias enteras queman cada año en sus hogueras los documentos u objetos que les traen malos recuerdos. Los más pequeños crean muñecos muy elaborados para luego ser quemados.
Todas estas actividades tienen lugar mientras suena de fondo la música de los muchos conciertos que tienen lugar esa noche; artistas nacionales/internacionales, artistas locales...
No tenemos que olvidar, estar listos antes de las 12 de la noche, ya que suenan los fuegos artificiales y en ese momento tenemos que ir corriendo al agua, para lavarnos la cara, ya que si no lo hacemos, según la tradición, envejeceremos más rápido ¡Cosa que no nos hace gracia a ninguna de las personas que somos presumidas!
15 y 16 de julio. : Fiestas de las Melosas en Torre del Mar. El 16 de julio, además, es la Fiesta en honor a la Virgen del Carmen, patrona de los pescadores. Todos los que veneran a la imagen de la Virgen del Carmen, salen en procesión por las calles de Torre del Mar, cumpliendo sus promesas (descalzos, sin ver, cargando peso..) una vez termina la procesión, sacan a la Virgen del Carmen en barco al mar para que bendiga las aguas para el resto del verano.
Del 22 al 26 de julio: Feria de Santiago y Santa Ana en Torre del Mar. Los visitantes y habitantes de Torre del Mar disfrutan de la feria de día (en el paseo Larios) y la feria de noche de una forma responsable y con mucho arte.
Espectáculos de flamenco, pasacalles, conciertos, concursos... son algunas de las actividades disponibles. Una de las actividades más significativas es la Procesión marítimo-terrestre de la Virgen del Carmen, que se realiza el 26 de julio, en la que miles de devotos acompañan por las calles a la patrona de Torre del Mar. Esta Procesión marítimo-terrestre esta declarada Fiesta de Singularidad Turístico Provincial.
Además de estas festividades, Torre del Mar realiza un festival de música desde el año 2015 llamado Weekend Beach Festival, el cual suele celebrarse sobre la primera semana de julio. En él intervienen artistas muy conocidos y de diferentes panoramas artísticos, pasando de La Pegatina a Natos y Waor. En el año 2020 no se pudo celebrar debido a la pandemia causada por el coronavirus.

### Eventos culturales
El programa "Conoce la Axarquía" desarrollado en verano ha convertido su paseo marítimo en el centro turístico de la comarca.

## Deporte

### Fútbol
Actualmente hay dos equipos con sede en Torre del Mar: la Unión Deportiva Torre del Mar y la A.D. Fútbol Base Torreño, antes llamado Escuela de Fútbol de Torre del Mar.
Los orígenes del fútbol torreño se remontan a comienzos del siglo XX. El primer equipo de la localidad se denominó Libertad y normalmente no jugaba en Torre del Mar. Su indumentaria estaba formada por una camiseta celeste y pantalón azul oscuro. 
En los años treinta al "Libertad" le sucederían dos clubes: C.D Imperio, donde destacaron Avelino Cuesta o Tomas Otón, y el Socialista F.C en el que destacó Miguel López "el pantera", entre otros.
En la década de los 40 surgieron numerosos equipos en Torre del Mar, como el Hércules Torre del Mar, C.D Saladero y el Frente de Juventudes de Torre del Mar. El que más importancia y seguidores adquirió fue el C.D Torre del Mar, con camiseta azul, pantalones blancos y medias negras, aunque no llegó a federarse en dicha década por motivos económicos.
En los años 50 el C.D Azucarera Larios de Torre del Mar se convirtió en el primer equipo del pueblo. Su indumentaria estaba compuesta por camisa blanca y pantalón azul oscuro. Después de jugar los partidos, los jugadores tenían que pagar dos pesetas para lavar las equipaciones. El campo del Hogar de Huérfanos, en los actuales terrenos del conjunto Plazamar, se convirtió en el campo propio del club.
Este campo sirvió hasta que el 28 de septiembre de 1975, fecha en que se inauguró el nuevo campo junto al faro. Con unas medidas de 160x70 metros y con Miguel López Ortiz como presidente del club, se inauguró en un partido frente a la Esteponera en el que el conjunto torreño venció por 2-0. Fue uno de los escenarios más importantes de la U.D. Torre del Mar, y recordado por su cercanía con el mar, pero sería derribado en 1988 para la construcción del paseo marítimo de Torre del Mar, cuya importancia turística iba en aumento.
En los últimos años 80, y jugando en el estadio Vivar Téllez de Vélez-Málaga, el equipo torreño jugaba asiduamente entre las categorías Primera regional y Regional preferente. 
A comienzos de la década de los noventa se creó la Escuela de Fútbol de Torre del Mar que fue nutriendo de jugadores al primer equipo, hasta llegar al punto de tener que hacerse cargo del mismo en 1995 debido a una posible desaparición.
Como personalidades de mayor importancia tanto de la Unión Deportiva Torre del Mar como de la Escuela de Fútbol destacan Fernando Hierro, Miguel Burrezo, y Juan Manuel Azuaga, habiendo llegado todos ellos a jugar en la primera división del fútbol español.

### Otros deportes
Existen en la localidad otros clubes de deportes colectivos federados que participan en sus correspondientes competiciones regionales.
- Torre Basket Club [10] es un club de baloncesto que compite en el grupo B de la competición Sénior Provincial Masculino de la provincia malagueña, entre otras categorías. Anteriormente existió el Club Baloncesto Axarquía, desaparecido en 2016, que llegó a competir en la Liga LEB Plata.

- El Club Balonmano Torre del Mar[11] compite en el grupo C de la Primera Andaluza Sénior de balonmano, entre otras categorías.[12] Anteriormente existió el Club Balonmano Axarquía.

- El C.D. Actrion Torre del Mar [13] es un club y escuela de ciclismo que también participa en competiciones de triatlón.

- El Club de Remo Faro de Torre del Mar[14] es un equipo deportivo ligado al remo en banco fijo que participa en la Liga Provincial de Jábegas, y tiene su sede en El Faro. Su embarcación es la chalana, típica de Torre del Mar, y en un futuro próximo contará con una barca de jábega, típica de la costa malagueña.
- El Club Deportivo Playas de Torre del Mar,[15] dedicado al senderismo, montañismo y running, es el club local con más deportistas federados.
- En el Club Náutico de Torre del Mar se practican deportes náuticos como la vela, surf, etc.

## Transporte público
Los autobuses interurbanos conectan Torre del Mar con las ciudades de Málaga y Nerja. Las siguientes líneas del Consorcio de Transporte Metropolitano del Área de Málaga tienen paradas en su territorio:
| Línea | Trayecto                                      | Recorrido y horarios | Plano |
| ----- | --------------------------------------------- | -------------------- | ----- |
| M-260 | Málaga-Vélez-Málaga (por Torre de Benagalbón) | Recorrido y horarios | Plano |
| M-362 | Málaga-Nerja (por Torre de Benagalbón)        | Recorrido y horarios | Plano |
| M-363 | Málaga-Torrox (por Torre de Benagalbón)       | Recorrido y horarios | Plano |
| M-364 | Málaga-Periana (por Torre de Benagalbón)      | Recorrido y horarios | Plano |
| M-365 | Málaga-Riogordo (por Torre de Benagalbón)     | Recorrido y horarios | Plano |